# Bukhtí
Bukhtí (en rus: Бухты) és un poble del Daguestan, a Rússia, que el 2019 tenia 1.014 habitants. Pertany al districte rural de Gunib.